# الإقامة
الإقامة للصلاة الأذان هو الإعلام بدخول وقت الصلاة بألفاظ معلومة مأثورة على صفة مخصوصة يحصل بها الإعلام، والإقامة تشترك مع الأذان في أنها إعلام للصلاة ولكنهما يفترقان من حيث أن الإعلام في الإقامة للحاضرين المتأهبين لافتتاح الصلاة والأذان للغائبين ليتأهبوا للصلاة.

## الأذان والإقامة
- نص الأذان:

( اللهُ أكْبَرُ اللهُ أكْبَرُ ) مرَّتان .
( أشْهَدُ أنْ لاَّ إلَهَ إلاَّ اللهُ ) مرَّتان .
( أشْهَدُ أنَّ مُحَمَّداً رَسُولُ اللهِ ) مرَّتان .
( حَيَّ عَلَى الصَّلاةِ ) مرَّتان .
( حَيَّ عَلَى الفَلاحِ ) مرَّتان .
( اللهُ أكْبَرُ ) مرَّتان .
( لاَ إلَهَ إلاَّ اللهُ ) مرَّة واحدة .
- نص الإقامة:[2]

( اللهُ أكْبَرُ اللهُ أكْبَرُ ) مرَّة واحدة.
( أشْهَدُ أنْ لاَّ إلَهَ إلاَّ اللهُ ) مرَّة واحدة .
( أشْهَدُ أنَّ مُحَمَّداً رَسُولُ اللهِ ) مرَّة واحدة .
( حَيَّ عَلَى الصَّلاةِ ) مرَّة واحدة .
( حَيَّ عَلَى الفَلاحِ ) مرَّة واحدة .
( قَدْ قَامَت الصَّلاةُ ) مرَّتان .
( اللهُ أكْبَرُ ) مرَّتان .
( لاَ إلَهَ إلاَّ اللهُ ) مرَّة واحدة .

## الإقامة في المذاهب الأربعة
اتفقت المذاهب الأربعة على أن ألفاظ الإقامة هي نفس ألفاظ الأذان في الجملة بزيادة قد قامت الصلاة بعد حي على الفلاح، وكذلك اتفقوا على أن الترتيب بين ألفاظها هو نفس ترتيب ألفاظ الأذان، إلاّ أنهم اختلفوا في تكرار وإفراد ألفاظها على الوجه الآتي :
- الله أكبر : تقال في بدء الإقامة مرتين عند المذاهب الثلاثة وأربع مرات عند الحنفية .
- أشهد أن لا إله إلا الله : تقال مرة عند المذاهب الثلاثة ومرتين عند الحنفية .
- أشهد أن محمد رسول الله وحي على الصلاة وحي على الفلاح كمثل الشهادة الأولى .
- قد قامت الصلاة : تقال مرتين عند الثلاثة ومرة عند المالكية على المشهور .
- الله أكبر : تقال مرتين على المذاهب الأربعة .
- لا إله إلا الله : تقال مرة واحدة على المذاهب الأربعة .

## أحكام الإقامة
احتج الجمهور بما روي البخاري ومسلم عن أنس بن مالك رضي الله عنه قال : أمر بلال أن يشفع الأذان ويوتر الإقامة، ودليل الأحناف في تشفيع الإقامة حديث عبد الله بن زيد الأنصاري رضي الله عنه أنه جاء إلى النبي ﷺ فقال : يا رسول الله رأيت في المنام كأن رجلا قام وعليه بردان أخضران فقام على حائط فأذن مثنى مثنى وأقام مثنى مثنى) أخرجه أبو داود ، وأما إفراد لفظ قد قامت الصلاة عند المالكية فدليلهم عليه عموم حديث أنس بن مالك : أمر بلال أن يشفع الأذان ويوتر الإقامة .
أما عن حكم الصلاة بدون إقامة فأن الإقامة سنة مؤكدة وأن الصلاة تصح بدونها، ولكن هذا لا يعني جواز تركها بدون كراهة بل قد ذهب بعض أهل العلم إلى أنه لا يسع المسلم تركها وإذا تركها فقد أساء، لأنها من شعائر الإسلام الظاهرة، والدليل على أنها سنة وأن الصلاة تصح بدونها حديث المسيء في صلاته لأن النبي ﷺ كان يقول له افعل كذا وكذا ولم يذكر الأذان ولا الإقامة، مع أنه ﷺ ذكر الوضوء واستقبال القبلة وأركان الصلاة ولو كانت واجبة لذكرها
كما أن الإقامة إنما تشرع للفرائض وأما النوافل فلا تشرع لها إقامة الصلاة سواء في ذلك الرواتب وغيرها، وقد جاء في فتاوى اللجنة الدائمة : لا تشرع للنوافل إقامة الصلاة وإنما الإقامة للفرائض الخمس، وفيها أيضا جاء في فتاوى اللجنة الدائمة : لا تشرع الإقامة لصلاة النافلة مطلقا لعدم ورودها في الشرع المطهر. إذا صلى المنفرد أو الجماعة بدون إقامة فالصلاة صحيحة، لأن الأذان والإقامة من فروض الكفايات وهما خارجان عن صلب الصلاة.